# Felipe Delgadillo Fontao
Felipe Manuel Delgadillo Fontao (Bruselas, Bélgica, 31 de enero de 1985) es un presentador y atleta de CrossFit español nacido en Bélgica.

## Biografía
De padre andaluz y madre gallega, Felipe nació y vivió hasta los tres años en Bruselas; en 1988 se trasladó con su familia a Ettelbruck, donde vivió hasta los catorce años. De pequeño jugaba en la cantera de un equipo de primera división de fútbol de Bruselas. 
Entre septiembre de 1990 y junio de 1999 estudió en el European School, Brussels I. En verano de 1999 se instaló con su familia en Sevilla —aunque cada año pasaba sus veranos en Algeciras (de donde es su padre), Tarifa o Cádiz, entre otras poblaciones andaluzas—. Desde septiembre de 1999 y hasta junio de 2003 estudió en el Colegio San Francisco de Paula de Sevilla. Posteriormente, entre 2007 y 2014 cursó la licenciatura de Historia en la Universidad de Sevilla.
El 4 de junio de 2001 firmó junto con Javier Aguilar, María Espejo y Tutti Márquez, su contrato como presentador del programa infantil La banda en Canal Sur Televisión, Canal Sur 2 y Andalucía TV (en la actualidad), siendo el único presentador de los cuatro que se mantiene en el programa en la actualidad, desde hace 23 años. Es uno de los presentadores de programas infantiles más conocidos de Andalucía, siendo un personaje muy popular para varias generaciones de niños, destacando por su desparpajo y sentido del humor ante la cámara.
Entre mayo y junio de 2008 grabó y protagonizó su primera película infantil, La banda en la isla de la magia, junto con el resto del casting del programa, que fue estrenada el 18 de noviembre del mismo año en el Festival Iberoamericano de Huelva.
Entre abril y julio de 2012 presentó el programa Are you ready? en Canal Sur 2, programa educativo para fomentar y reforzar el aprendizaje de la lengua inglesa por parte de los escolares andaluces. Posteriormente presentó el programa Andalucía se mueve en Europa en Canal Sur TV.
A finales de 2013, publicó su primera novela infantil, Makunga.
Al año siguiente, entre julio y septiembre de 2014, fue profesor adjunto de interpretación del programa Pequeños gigantes de Telecinco.
Dos años después, en 2016, es copresentador de Yo soy del sur de Canal Sur TV hasta 2019. Entre julio de 2017 y 2019 presentó la sección Cosas de familia dentro del programa Aquí estamos de Canal Sur Radio, los jueves de 11h00 a 11h30. En enero de 2018 fue invitado de Menuda noche en Canal Sur TV, reencontrándose con María Espejo, Javier Aguilar y Tutti Márquez, tras trece años sin estar juntos en un plató de televisión.
En mayo de 2021 participó junto con Pablo Miralles (director de La banda) en el programa Esta es tu noche presentado por Eva Ruiz en Canal Sur TV.
Desde septiembre de 2024 es personal laboral fijo de Canal Sur Radio y Televisión en la categoría laboral de "Presentador", tras presentarse al Proceso Extraordinario de Estabilización de la RTVA.
Actualmente compagina su trabajo en La banda con el de monitor de CrossFit en "Box Indian" en Castilleja de la Cuesta (Sevilla), deporte en el que compite desde el año 2015. Está especializado como entrenador de CrossFit L1 desde 2014. También es monitor de movimientos olímpicos en la Federación Española de Halterofilia desde marzo de 2016.

## Trayectoria

### Televisión
- La banda, Canal Sur TV, Canal Sur 2 y Andalucía TV. Copresentador (2001-actualidad).[2]
- Are you ready?, Canal Sur 2. Presentador (2012).[3]
- Andalucía se mueve en Europa, Canal Sur TV, presentador.
- Pequeños gigantes, Telecinco. Profesor adjunto de interpretación (2014).
- Yo soy del sur, Canal Sur TV. Copresentador (2016-2019).
- Menuda noche, Canal Sur TV. Invitado (2018).
- Esta es tu noche, Canal Sur TV. Invitado (2021).

### Radio
- Aquí estamos, Canal Sur Radio. Presentador de la sección Cosas de familia (2017-2019).

### Cine
- La banda en la isla de la magia,[5][17] RTVA (2008).

### Libros
- Makunga (RDeditores, ISBN 978-84-15658-49-8,  OCLC 1142908061, 2013).[10][18]